# Васькино (Ярославская область)
Васькино — деревня в Макаровском сельском округе Судоверфского сельского поселения Рыбинского района Ярославской области. 
Деревня расположена на юго-западе поселения, к югу от станции Просвет железной дороги Рыбинск—Сонково. Деревня стоит на правом берегу небольшого правого притока реки Коровка, на расстоянии около 1 км к югу от реки. На противоположном берегу Коровки стоит деревня Харитоново, которой через Коровку ведёт проселочная дорога. Южнее долины Коровки начинается заболоченный, ненаселенный лесной массив, за которым начинаются деревни Покровского сельского поселения , .
Деревня не указана на плане Генерального межевания Рыбинского уезда 1792 года.    
На 1 января 2007 года в деревне числилось 2 постоянных жителя . Почтовое отделение, расположенное в Харитоново, обслуживает в деревне Васькино 27 домов. Улицы не именуются .